# Grauer Gebirgs-Milchling
Der Graue Gebirgs-Milchling (Lactarius lepidotus) ist eine Pilzart aus der Familie der Täublingsverwandten. Es ist ein kleiner Milchling mit einem grauen, samtigen bis fein-schuppigen Hut, der in alpinen Grünerlengestrüppen wächst. Die weiße, unveränderliche Milch schmeckt scharf.

## Merkmale

### Makroskopische Merkmale
Der 1–3,2 cm breite Hut ist jung flach gewölbt und später abgeflacht bis trichterförmig vertieft. In der Mitte trägt der Hut meist einen kleinen Buckel. Die Oberfläche ist jung fein samtig, matt und später zunehmend fein angedrückt schuppig. Der jung graubraune und im Alter heller grau bis creme-beige Hut hat kleine, konzentrisch angeordnete, braune Schüppchen. Der Rand ist jung glatt und eingebogen und im Alter etwas rillig bis schwach eingerissen.
Die jung weißlichen, später cremefarbenen Lamellen sind breit angewachsen und laufen etwas am Stiel herab. Einige Lamellen können gegabelt sein, die Schneiden sind glatt.
Der 1,2–3 cm lange und 0,3–0,5 cm breite, zylindrische Stiel ist voll, die Oberfläche ist glatt und hell rötlichocker. An der Basis ist der Stiel cremefarben bis weißlich und in seiner Jugend auf seiner ganzen Länge schwach weißlich bereift.
Das weißliche Fleisch riecht nur schwach und schmeckt ebenso scharf wie die weiße, unveränderliche Milch.

### Mikroskopische Merkmale
Die rundlichen bis elliptischen Sporen sind 6,7–9,1 µm lang und 5,6–7,4 µm breit. Der Q-Wert (Quotient aus Sporenlänge und -breite) ist 1,1–1,3. Das Sporenornament wird bis zu 0,8 µm hoch und besteht aus einzelnen Warzen und aus Rippen, die fast vollständig netzartig verbunden sind.
Die keuligen bis bauchigen, meist viersporigen Basidien sind 36–45 µm lang und 9–11 µm breit. Die zahlreichen Cheilomakrozystiden sind spindelig bis pfriemförmig und messen 35–55 × 4–7 µm. Die 40–95 µm langen und 7–9 µm breiten Pleuromakrozystiden sind ähnlich, jedoch weniger zahlreich.
Die Huthaut (Pileipellis) besteht ausunregelmäßig verflochtenen, 6–17 µm breiten Hyphen sowie aus einzelnen, vorstehenden Hyphenbüscheln. Zwischen den Hyphen findet man einzelne Lactiferen.

## Artabgrenzung
Der Milchling kann normalerweise leicht erkannt werden. Der graubraune, feinschuppige Hut und das Vorkommen bei Grünerlen sind zwei charakteristische Merkmale. Eine Verwechslung wäre höchstens noch mit dem Braunen Grünerlen-Milchling (Lactarius brunneohepaticus) möglich, der wie der Name verrät, ebenfalls bei Grünerlen wächst. Dieser hat aber einen brauneren, dunkleren Hut und ist nicht schuppig. Außerdem ist seine Milch mild und verfärbt sich an der Luft gelb.

## Verbreitung und Ökologie

Verbreitung des Grauen Gebirgs-Milchlings in Europa.
Legende:
grün = Länder mit Fundmeldungen
weiß = Länder ohne Nachweise
hellgrau = keine Daten
dunkelgrau = außereuropäische Länder

Der Milchling wurde in Nordamerika und Europa nachgewiesen. Die montane bis alpine Art wächst meist gesellig in Beständen von Grünerlen, besonders auf basenreicheren Böden. In Deutschland ist der Milchling sehr selten, in der Schweiz verbreitet, aber nicht häufig.

## Systematik
Der Milchling wurde 1979 erstmals von Hesler und A.H.Smith beschrieben.
Als taxonomische Synonyme gelten Lactarius griseus im Sinne von Kühner (1928) und vieler anderer Autoren und Lactarius pusillus im Sinne von Neuhoff (1956). Die Art ist aber nicht synonym mit L. griseus im Sinne von Peck.
Das aus dem griechischen (lepidotós) abgeleitete Artattribut (Epitheton) lepidotus bedeutet schuppig.

### Infragenerische Systematik
Der Milchling wird von Basso in die Sektion Colorati gestellt, die selbst innerhalb der Untergattung Russularia steht. Die Vertreter der Untersektion haben trockene, mehr oder weniger schuppige bis filzige Hüte. Die Milch ist weiß oder wässrig und an der Luft unveränderlich. Die Sporen sind mehr oder weniger netzig ornamentiert.

## Bedeutung
Der Graue Gebirgs-Milchling ist kein Speisepilz.